# ITF masculino de Camberra
O ITF masculino de Camberra consiste em um ou mais torneios de tênis profissional masculinos, de nível M25.
Realizado em Camberra, no sudeste da Austrália, estreou em 2017, seguido por um hiato de três anos. Os jogos são disputados em quadras de saibro durante o mês de março, com duas edições consecutivas. Pontualmente, em 2022, foram adicionados outro par de disputas, desta vez em quadras duras.

## Finais

### Simples
| Ano                                     | Campeão      | Vice-campeão       | Resultado       |
| --------------------------------------- | ------------ | ------------------ | --------------- |
| 2023 (20 mar.)                          | Dane Sweeny  | Marc Polmans       | 16–7, 7–65, 6–4 |
| 2023 (13 mar.)                          | Marc Polmans | Tatsuma Ito        | 6–0, 4–6, 6–4   |
| 2022 (28 mar.)                          | Jason Kubler | Omar Jasika        | 1–6, 6–3, 7–64  |
| 2022 (21 mar.)                          | Jason Kubler | Tristan Schoolkate | 7–63, 6–1       |
| 2022 (14 fev.)                          | Dane Sweeny  | James McCabe       | 5–7, 7–66, 6–3  |
| 2022 (7 fev.)                           | Dane Sweeny  | Akira Santillan    | 6–3, 4–6, 7–5   |
| Torneio não realizado entre 2021 e 2018 |              |                    |                 |
| 2017 (20 mar.)                          | Marc Polmans | Maverick Banes     | 56–7, 7–61, 6–4 |
| 2017 (13 mar.)                          | Marc Polmans | Blake Mott         | 7–62, 3–6, 6–4  |

### Duplas
| Ano                                     | Campeões                          | Vice-campeões                      | Resultado          |
| --------------------------------------- | --------------------------------- | ---------------------------------- | ------------------ |
| 2023 (20 mar.)                          | Taisei Ichikawa Daisuke Sumizawa  | Matthew Romios Brandon Walkin      | 7–66, 5–7, [10–3]  |
| 2023 (13 mar.)                          | Colin Sinclair Zaharije-Zak Talic | Aaron Addison Ethan Cook           | 7–62, 6–4          |
| 2022 (28 mar.)                          | Adam Taylor Jason Taylor          | Matthew Romios Eric Vanshelboim    | 7–66, 4–6, [14-12] |
| 2022 (21 mar.)                          | Dane Sweeny Li Tu                 | Matthew Romios Eric Vanshelboim    | 7–65, 3–6, [10–7]  |
| 2022 (14 fev.)                          | Dane Sweeny Li Tu                 | Jayden Court David Hough           | 6–3, 7–5           |
| 2022 (7 fev.)                           | Akira Santillan Rubin Statham     | Calum Puttergill Naoki Tajima      | 6–4, 6–3           |
| Torneio não realizado entre 2021 e 2018 |                                   |                                    |                    |
| 2017 (20 mar.)                          | Bradley Mousley Marc Polmans      | Steven de Waard Scott Poudziunas   | 6–4, 7–64          |
| 2017 (13 mar.)                          | Evan King Nathan Pasha            | Maverick Banes Gavin Van Peperzeel | 6–4, 3–6, [10–4]   |